# وينغو (خطوط جوية)
وينغو (بالإنجليزية: Wingo) هي شركة طيران منخفضة التكلفة والعلامة التجارية لشركة الطيران التي تملكها كوبا القابضة. أعلنت كوبا عن وينغو في أكتوبر 2016 كبديل لشركة «طيران كوبا كولومبيا» التي كانت تخسر المال لعدة سنوات، وخسرت 29.7 مليون دولار في النصف الأول من عام 2016.

## الوجهات
اعتبارا من مارس 2017، كانت وينغو تخدم الوجهات التالية:
| بلد                | مدينة          | مطار                                         | ملاحظات    |
| ------------------ | -------------- | -------------------------------------------- | ---------- |
| Aruba              | Oranjestad     | مطار الملكة بياتريس الدولي                   | —          |
| كولومبيا           | Barranquilla   | Ernesto Cortissoz International Airport      | Focus City |
| كولومبيا           | Bogotá         | مطار الدورادو الدولي                         | Hub        |
| كولومبيا           | Cali           | Alfonso Bonilla Aragón International Airport | Focus City |
| كولومبيا           | Cartagena      | Rafael Núñez International Airport           | Focus City |
| كولومبيا           | Medellín       | مطار خوسية ماريا كوردوفا الدولي              | —          |
| كولومبيا           | San Andrés     | مطار غوستافو روجاس بينيلا الدولي             | —          |
| كوستا ريكا         | San José       | مطار خوان سانتاماريا الدولي                  | —          |
| Cuba               | Havana         | مطار خوسيه مارتي الدولي                      | —          |
| Dominican Republic | Punta Cana     | Punta Cana International Airport             | —          |
| Ecuador            | Quito          | مطار ماريسكال سوكري الدولي                   | —          |
| Guatemala          | Guatemala City | La Aurora International Airport              | Terminated |
| المكسيك            | كانكون         | مطار كانكون الدولي                           | —          |
| المكسيك            | مكسيكو سيتي    | مطار بينيتو خواريز الدولي                    | —          |
| Panama             | Panama City    | Panamá Pacífico International Airport        | Focus City |
| فنزويلا            | كاراكاس        | مطار سيمون بوليفار الدولي (فنزويلا)          | —          |

## الأسطول

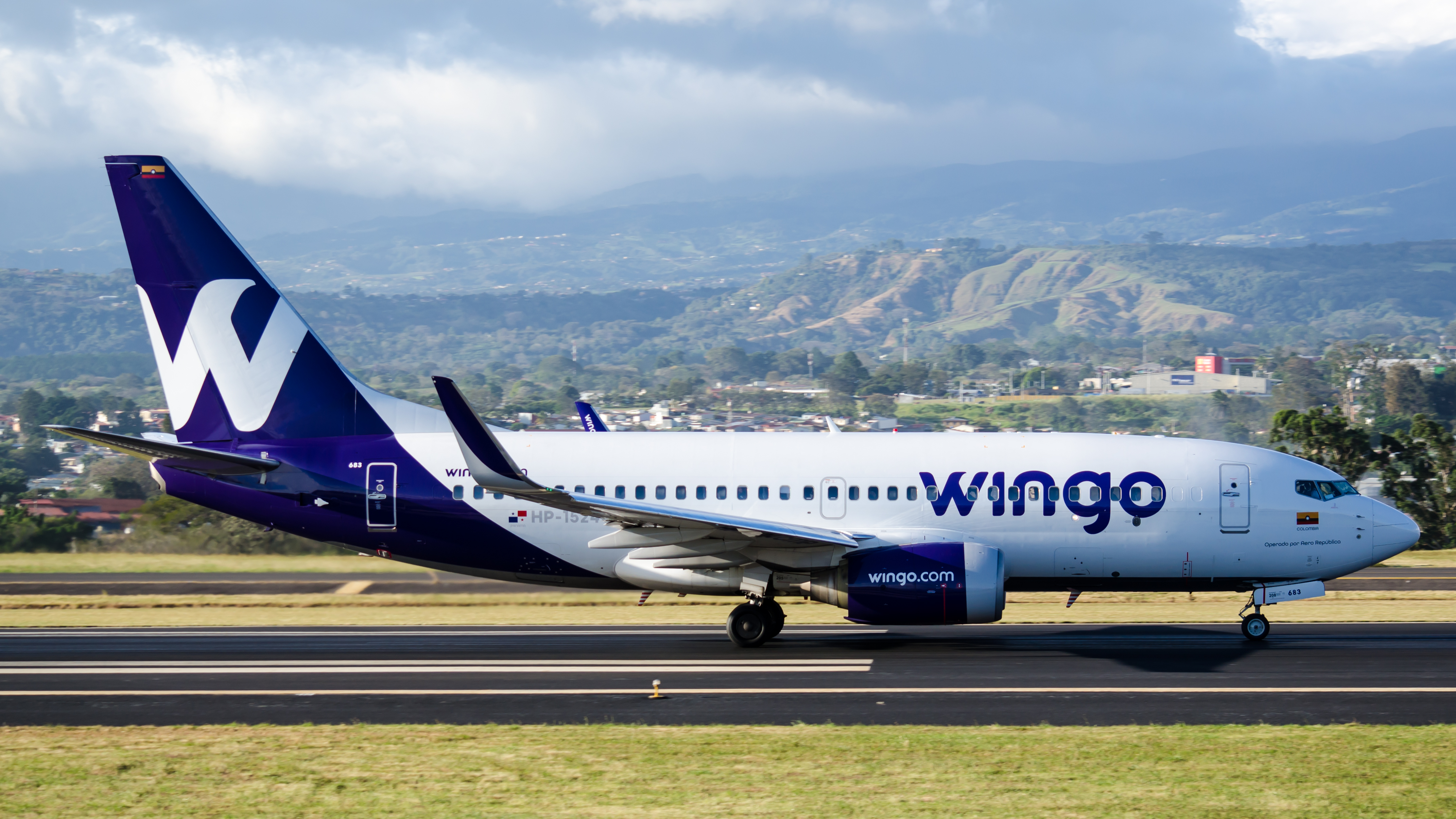
وينغو بوينغ 737-700 في مطار خوان سانتاماريا الدولي.

اعتبارا من مارس 2017، كانت وينغو تستخدم الطائرات التالية:
| طائرة                  | في الخدمة | طلبية | الركاب | الركاب | الركاب | ملاحظات |
| طائرة                  | في الخدمة | طلبية | W      | Y      | Total  | ملاحظات |
| ---------------------- | --------- | ----- | ------ | ------ | ------ | ------- |
| بوينغ 737 الجيل الجديد | 4         | —     | 28     | 114    | 142    | —       |
| مجموع                  | 4         | 0     |        |        |        |         |

## روابط خارجية
- الموقع الرسمي